# GJ 1005
Désignations
GJ 1005 ou Gliese 1005 est un système composé de deux naines rouges, situé dans la constellation de la Baleine à 19,6 années-lumière de la Terre.
Le système a été observé avec le télescope spatial Hubble dans les années 1990 avec son système de pointage fin. Ces données ont permis de déterminer la masse de chacun des composants de L722-22 / LHS 1047 / GJ 1005.